# Villeneuve-le-Bœuf

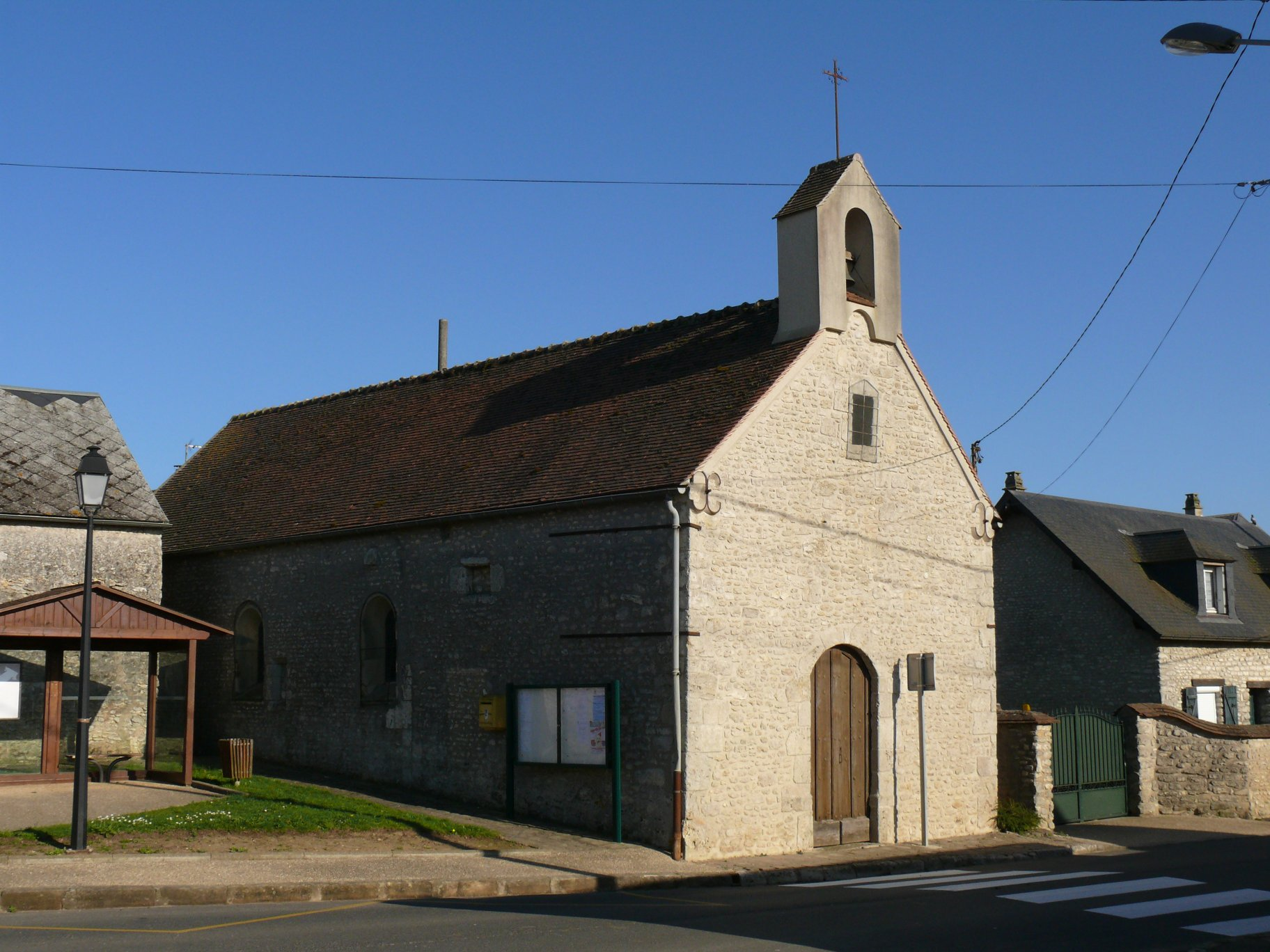
Kapelle St-Roch in Villeneuve-le-Bœuf

Villeneuve-le-Bœuf ist ein Ortsteil der französischen Gemeinde Angerville im Département Essonne in der Region Île-de-France. 

## Geschichte
Unter Ludwig VI. wurde der Ort im 11. Jahrhundert gegründet. 

## Sehenswürdigkeiten
- Kapelle St-Roch, erbaut im 12. Jahrhundert
- Bauernhof, der erstmals 1177 genannt wird